# وقت خوشی
«وقت خوشی» تک‌آهنگی از هنرمند اهل رومانی اینا است که در سال ۲۰۱۴ میلادی منتشر شد.